# Fluierarul de zăvoi
Fluierarul de zăvoi (Tringa ochropus) este o pasăre migratoare limicolă din familia scolopacidelor (Scolopacidae), ordinul caradriiformelor (Charadriiformes) care cuibărește în ținuturile nordice, eurasiatice, folosind frecvent cuiburile părăsite ale altor păsări și chiar, uneori, în culcușurile veverițelor. Iernează în vestul și sudul Europei, într-o mare parte din Africa, în afara Saharei și a părții de sud a continentului, precum și în sud-estul Asiei. Are o talie de 23–25 cm, penajul cenușiu-închis-negricios cu pete mai deschise pe spate, abdomenul și crupionul albe, ciocul negru-verzui și picioarele cenușiu-verzui. Se hrănește cu nevertebrate (insecte, viermi, crustacee, lipitori, moluște mici) și vertebrate (broscuțe, peștișori).
În România apare în pasaj în număr mare și este observată prin diferite zone ale țării, pe lângă bălți, malurile râurilor, pe lângă ochiuri de apă, șanțuri cu apă, de preferință lângă stufăriș, rogoz etc.; unele exemplare rămân la noi peste iarnă, pe lângă apele neînghețate sau izvoarele mai calde.

## Legături externe

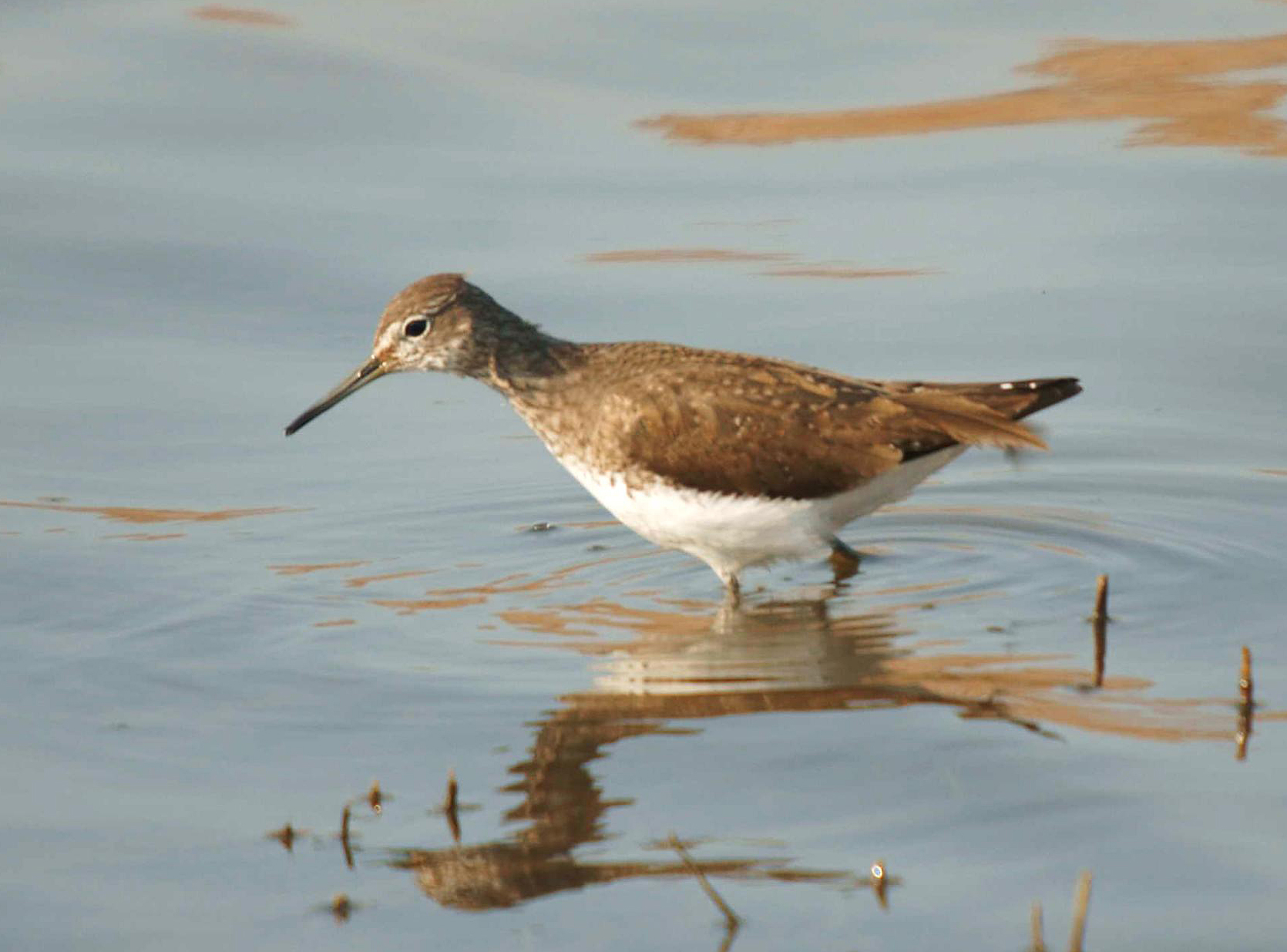

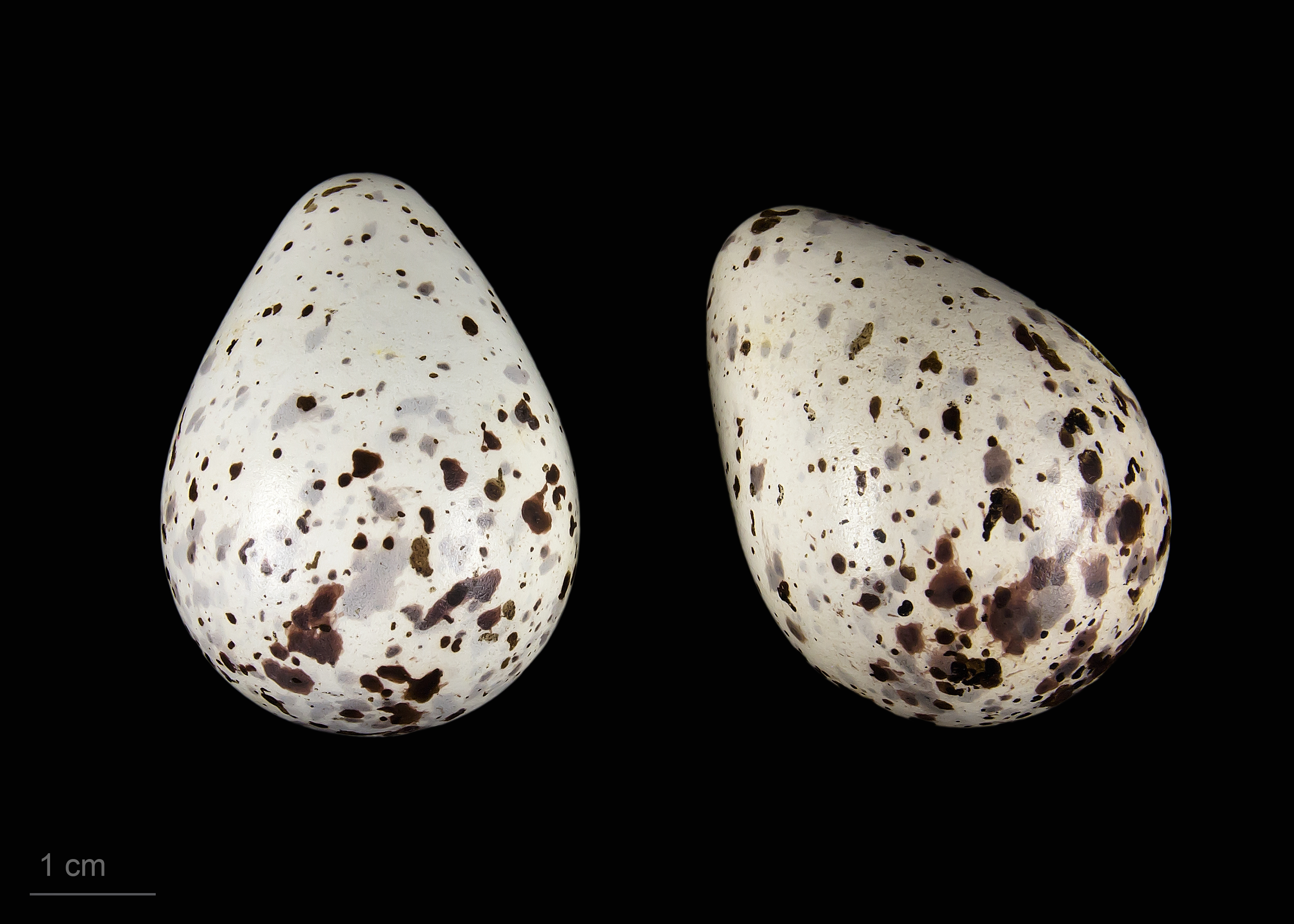
Tringa ochropus - MHNT